# Square des Docteurs-Déjérine
Le square des Docteurs-Déjérine est un square du 20e arrondissement de Paris.

## Situation et accès
Le site est accessible par la place de la Porte-de-Montreuil.
Il est desservi par la ligne 9 à la station Porte de Montreuil.

## Origine du nom
Il porte ce nom en raison de sa proximité avec la rue éponyme.